# Leszko II

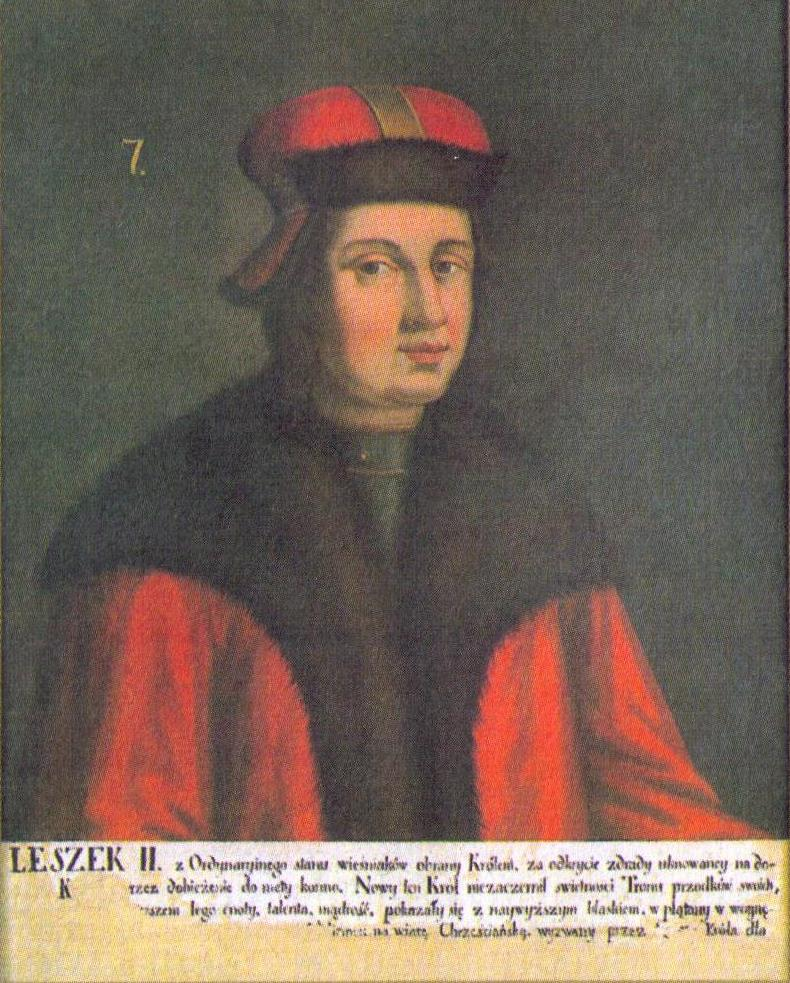
Leszko II

Leszko II (Leszek, Lestek, Lestko) là một nhà cai trị huyền thoại của Ba Lan, lần đầu tiên được Wincenty Kadłubek đề cập trong cuốn Chronica seu origin regum et Prinum Poloniae. Ông được cho là tổ tiên của triều đại Popielid, cha đẻ của Leszko III, ông nội của Popiel I và ông cố của Popiel.